# بال‌آتشی جیمز
بال‌آتشی جیمز (نام علمی: Phoenicoparrus jamesi) نام یک گونه از تیره بال‌آتشیان است.
همچنین با عنوان فلامینگو پوما  شناخته شده‌است. یک گونه از بال‌آتشیان می‌باشد که در مناطق بلند از فلات آند در پرو، شیلی، بولیوی و آرژانتین سکنی گزیده است.
این نام را به خاطر هری برکلی جیمز، طبیعت‌شناس بریتانیایی که به مطالعه این پرنده مبادرت ورزید به این پرنده داده‌اند. فلامینگوی جیمز ارتباط نزدیکی با فلامینگوی آندی دارد و این دو گونه، سرده پرصورتی‌ها Phoenicoparrusرا به وجود می‌آورند. فلامینگوی شیلی و فلامینگوی آندی و فلامینگوی جیمز همه از یک خانواده‌اند و کلونی‌وار زندگی می‌کنند که شامل مناطق آشیانه‌سازی مشترک نیز می‌شود.تصور می‌شد که فلامینگوی جیمز منقرض شده باشد تا اینکه تعدادی از آن‌ها در سال 1956 پیدا شدند.

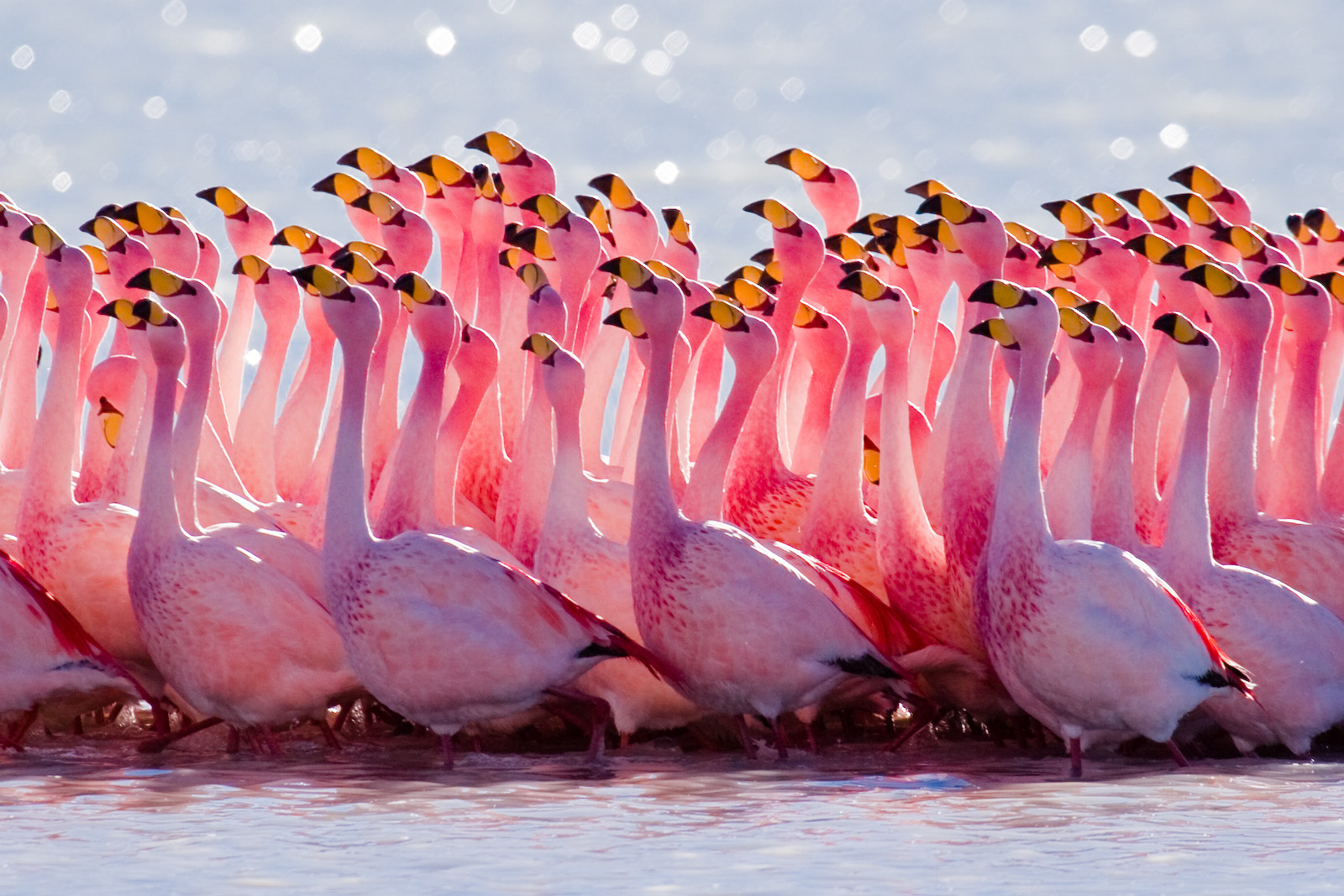
زیستگاه اصلی فلامینگوهای بال‌آتشی در ارتفاعات رشته‌کوه آند و مناطق بسیار محدودی در پرو، شیلی، بولیوی و آرژانتین است. تا سال ۱۹۵۶ گمان می‌رفت که این پرندگان دچار نابودیِ گونه‌ای شده‌اند، اما در پی سال‌ها مراقبت و برنامه‌های ویژه حفاظتی، اکنون وضعیت بقایشان به گونه نزدیک تهدید ارتقا پیدا کرده‌است.